# Uğur Aktaş (Fußballspieler)
Uğur Aktaş (* 3. Oktober 1990 in Tavas) ist ein türkischer Fußballspieler.

## Karriere
Aktaş begann seine Vereinsfußballkarriere 2002 in der Jugend von Denizlispor. 2008 erhielt er hier einen Profivertrag, spielte aber weiterhin für die Reservemannschaft. In der Spielzeit 2009/10 wurde er beim damaligen Erstligisten auch am Training der Profis beteiligt. Am letzten Spieltag gab er sein Profidebüt.
Zur Saison 2010/11 wechselte er zum Drittligisten Fethiyespor. Die Saison 2012/13 beendete er mit dem Playoffsieg der TFF 2. Lig und stieg dadurch in die TFF 1. Lig auf. Nach diesem Erfolg verließ er Fethiyespor Richtung Drittligist Giresunspor. Mit diesem Klub erreichte er am letzten Spieltag der Saison die Drittligameisterschaft und damit den Aufstieg in die TFF 1. Lig.
Im Sommer 2015 wechselte er zum Zweitligisten Balıkesirspor und spielte hier eine Saison lang.

## Erfolge
Mit Fethiyespor
- Play-off-Sieger der TFF 2. Lig und Aufstieg in die TFF 1. Lig: 2012/13

Mit Giresunspor
- Meister der TFF 2. Lig und Aufstieg in die TFF 1. Lig: 2013/14